# Juan I de Frisia Oriental
Juan I de Frisia Oriental (1506-1572) fue un miembro de la casa de Cirksena y un Conde no reinante de Frisia Oriental y posteriormente gobernador imperial de Limburgo. Su padre, Edzard el Grande, había introducido la primogenitura en el condado de Frisia Oriental, de tal modo que su hermano mayor Enno II de Frisia Oriental heredó el condado en solitario y él tuvo que reprimirse. A pesar de sus ambiciones, siempre reconoció los derechos de su hermano y no le disputó la herencia.
A diferencia de su padre y de su hermano, Juan permaneció católico. Después de la muerte de su padre, se unió al ejército imperial. No obstante, pronto retornó a Frisia Oriental y empezó a apoyar a su hermano. Sin embargo, tuvo poco impacto positivo sobre su hermano, quien gobernó imprudentemente. Juan fue incapaz de distinguirse, y también tomó algunas acciones imprudentes y desacertadas, como las que llevaron a la disputa de Güeldres. También pudo haber animado a Enno para reintroducir el Catolicismo en Frisia Oriental. Estos intentos fueron interrumpidos cuando Enno murió en 1540. La viuda de Enno, Ana se convirtió en regente en nombre de su hijo Edzard II. Juan tuvo una serie infinita de conflictos con Ana.
En 1538, Juan contrajo matrimonio con Dorotea de Austria, la hija ilegítima del emperador Maximiliano I. En 1543, el emperador Carlos V le recordó a Juan que de hecho todavía estaba técnicamente en el servicio imperial. Carlos nombró a Juan stadtholder del Ducado de Limburgo y de los tres Territorios Más Allá del Mosa (holandés: Landen van Overmaas; en francés: Pays d'Outremeuse). (Valkenburg, Herzogenrath y Dalhem). Además, se convirtió en drossaard (juez y primer ministro) del Castillo de Valkenburg.
Sus descendientes vivieron en el Castillo de Coldeborg en el Rheiderland y fueron apoyados financieramente por los condes de Frisia Oriental.